# Польська Соціалістична Республіка Рад

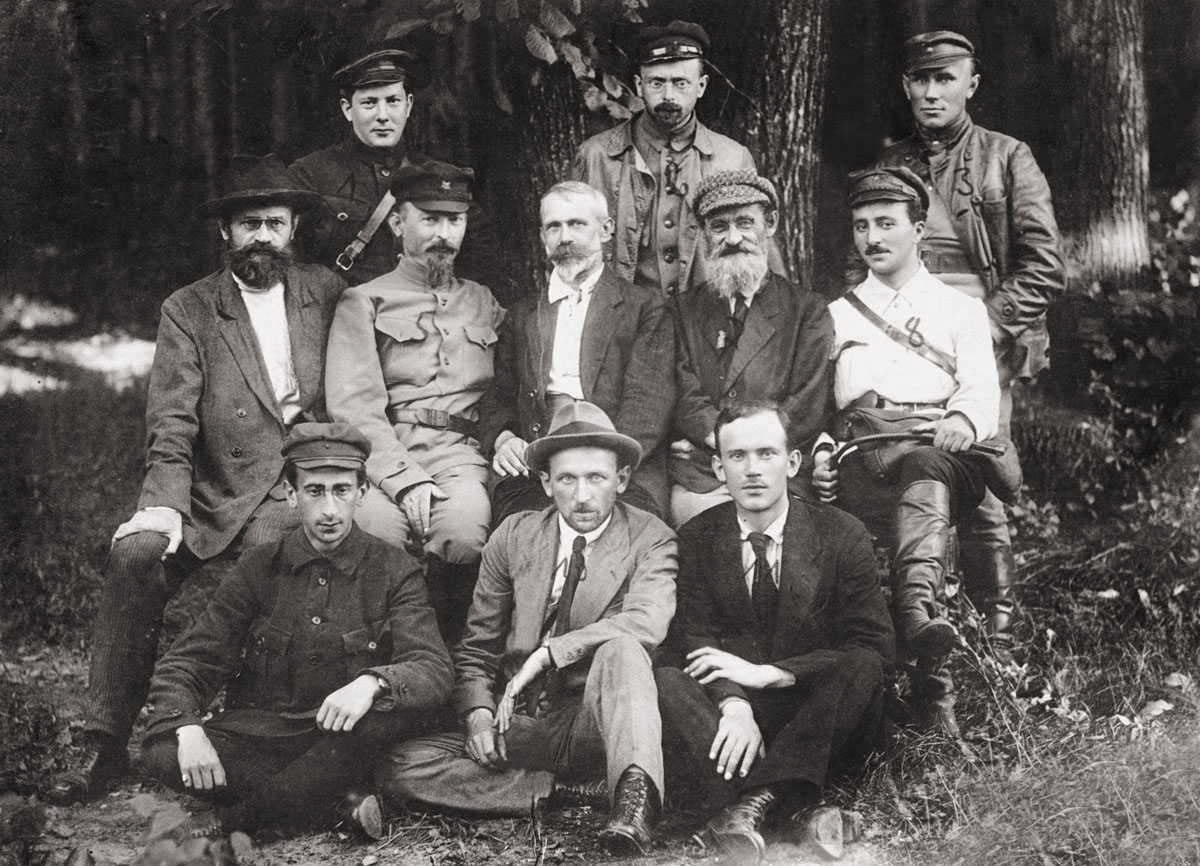
Полівех, початок серпня 1920 р.

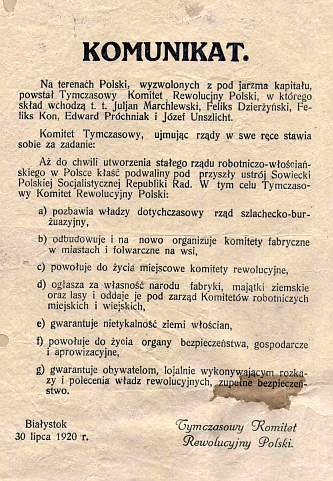
Маніфест Полівеха, про створення Польської Соціалістичної Республіки Рад

Польська Соціалістична Республіка Рад — нереалізована концепція створення Республіки Рад у Другій Республіці, що мала б входити до складу Російської Федеральної Радянської Соціалістичної Республіки.

## Історія
Ідея була поширена під час польсько-більшовицької війни польськими комуністами, зібраними у Польському Тимчасовому революційному комітеті.
Створена Російською комуністичною партією від перетворення польського бюро при ЦК партії більшовиків під час польсько-більшовицької війни, 23 липня 1920 року в Смоленську, комуністичними активістами польського походження, що проживали в Радянській Росії. Комітет рухався бронепоїздом за фронтом наступаючої Червоної Армії. Проголошення захоплення влади в Польщі було оголошено 30 липня в Білостоці, першому великому місті на захід від лінії Керзон, зайнятої 28 липня 1920 року Червоною Армією. Палац Браницьких у Білостоці був короткочасним постійним місцем ТКРП.